# Alimentation Couche-Tard
Alimentation Couche-Tard Inc. hoặc đơn giản là Couche-Tard là một nhà điều hành đa quốc gia của Canada về các cửa hàng tiện lợi. Công ty có 15.000 cửa hàng trên khắp Canada, Hoa Kỳ, Châu Âu, México, Nhật Bản, Trung Quốc và Indonesia.